# Grammy Award de la meilleure prestation R&B traditionnel
Le Grammy Award de la meilleure prestation R&B traditionnel (Best Traditional R&B Performance), anciennement Grammy Award de la meilleure prestation vocale R&B traditionnel (Grammy Award for Best Traditional R&B Vocal Performance), est un prix présenté aux Grammy Awards depuis 1999 à des artistes pour des œuvres contenant des performances vocales de qualité dans le genre de la musique rhythm and blues.
Les chanteuses Lalah Hathaway et Beyoncé détiennent le record de victoires avec trois au total. Le chanteur Anthony Hamilton est l'artiste qui a reçu le plus de nominations (cinq en tout).

## Lauréats
Liste des lauréats,.

### Années 1990
- 1999
  - Patti LaBelle pour Live! One Night Only

### Années 2000
- 2000
  - Barry White pour Staying Power
- 2001
  - The Temptations pour Ear-Resistible
- 2002 
  - Gladys Knight pour At Last
- 2003
  - Chaka Khan et The Funk Brothers pour What's Going On
- 2004
  - Aretha Franklin pour Wonderful
- 2005
  - Prince pour Musicology
- 2006
  - Aretha Franklin  pour A House Is Not a Home
- 2007
  - George Benson et Al Jarreau ft. Jill Scott pour God Bless the Child
- 2008
  - Gerald Levert pour In My Songs
- 2009
  - Al Green et Anthony Hamilton pour You've Got the Love I Need

### Années 2010
- 2010
  - Beyoncé pour At Last
- 2011
  - John Legend et The Roots pour Hang on in There
- 2012
  - Cee Lo Green feat. Melanie Fiona pour Fool for You
- 2013
  - Beyoncé pour Love on Top
- 2014
  - Gary Clark Jr. pour Please Come Home
- 2015
  - Robert Glasper Experiment feat. Lalah Hathaway  et Malcolm-Jamal Warner pour Jesus Children
- 2016
  - Lalah Hathaway pour Little Ghetto Boy
- 2017
  - Lalah Hathaway pour Angel
- 2018
  - Childish Gambino pour Redbone
- 2019
  - Ex aequo :
    - Leon Bridges pour Bet Ain't Worth the Hand
    - PJ Morton feat. Yebba (en) pour How Deep Is Your Love

### Années 2020
- 2020
  - Lizzo pour Jerome
- 2021
  - Ledisi (en) pour Anything for You
- 2022
  - H.E.R. pour Fight for You
- 2023
  - Beyoncé pour Plastic Off the Sofa
- 2024
  - PJ Morton et Susan Carol pour Good Morning
- 2025
  - Lucky Daye pour That's You